# Giovanni Vannucci
Giovanni Vannucci (Pistoia, 26 dicembre 1913 – Bagno a Ripoli, 18 giugno 1984) è stato un presbitero e teologo italiano dell'Ordine dei Servi di Maria.

## Biografia
Fu ordinato sacerdote nel 1937 e ottenne la Licenza in Teologia nel 1948 presso l'Ateneo Pontificio "Angelicum".
Insegnò esegesi, ebraico e greco biblico negli istituti dei Servi di Maria.
Nel 1951 si associò per un anno, con alcuni confratelli, alla comunità di Nomadelfia, animata da don Zeno Saltini.
Dal 1954, con David Maria Turoldo, organizzò iniziative sociali, come la “Messa della carità”, nella città di Firenze.
Nel 1967 diede vita a una nuova comunità – dedita al lavoro, all'accoglienza e alla preghiera – all'Eremo di San Pietro a Le Stinche, nel Chianti.
Da allora lasciò l'Eremo solo per tenere incontri ed esercizi spirituali, oltre che corsi di Storia delle religioni presso la Pontificia Facoltà Teologica "Marianum".
Le sue attività e i suoi insegnamenti furono di particolare ispirazione per Ermes Ronchi.

## Opere
- Il libro della preghiera universale, Libreria Editrice Fiorentina, 1978.
- Invito alla preghiera, Libreria Editrice Fiorentina, 1979.
- La vita senza fine, CENS, 1985; Servitium, 2012, ISBN 978-88-8166-369-9.
- Ogni uomo è una zolla di terra, Edizioni Borla, 1999. ISBN 88-263-1300-8.
- Il passo di Dio. Meditazioni per l'Avvento, Edizioni Paoline, 2005. ISBN 88-315-2942-0.
- (con Maria di Campello) Il canto dell'allodola. Lettere scelte (1947-1961), Qiqajon, 2006. ISBN 978-88-8227-208-1.
- Alchimia e liturgia, Lorenzo de' Medici Press, 2019. ISBN 978-88-99838-63-8.